# Staurogyne stolonifera
Staurogyne stolonifera är en akantusväxtart som först beskrevs av Christian Gottfried Daniel Nees von Esenbeck, och fick sitt nu gällande namn av Carl Ernst Otto Kuntze. Staurogyne stolonifera ingår i släktet Staurogyne och familjen akantusväxter. Inga underarter finns listade i Catalogue of Life.